# 1965-ös Formula–1 monacói nagydíj
A monacói nagydíj volt az 1965-ös Formula–1 világbajnokság második futama, amelyet 1965. május 30-án rendeztek meg a Circuit de Monacón.

## Futam
A monacói nagydíjon nem vett részt Gurney és Clark, mivel az ekkor megrendezésre kerülő indianapolisi 500-on indultak (Clark meg is nyerte). A verseny korai szakaszában két BRM, (Hill és Jackie Stewart) autózott az élen. A 25. körben Hill, majd Stewart is visszaesett az 5. és a 4. helyre. Brabham ekkor átvette a vezetést, de motorhiba miatt kiesett. Hill az elsőre, Stewart a harmadik helyre ért fel a verseny végéig. Lorenzo Bandini második lett. A versenyen Paul Hawkins Lotuszával beesett a tengerbe, de a versenyző sérülés nélkül megúszta a balesetet.
| Helyezés | Rajtszám | Versenyző       | Csapat/Motor   | Futott kör | Idő/Kiesés oka      | Rajthely | Pont |
| -------- | -------- | --------------- | -------------- | ---------- | ------------------- | -------- | ---- |
| 1        | 3        | Graham Hill     | BRM            | 100        | 2h37:39,6           | 1        | 9    |
| 2        | 17       | Lorenzo Bandini | Ferrari        | 100        | + 1:04,0            | 4        | 6    |
| 3        | 4        | Jackie Stewart  | BRM            | 100        | + 1:41,9            | 3        | 4    |
| 4        | 18       | John Surtees    | Ferrari        | 99         | Kifogyott üzemanyag | 5        | 3    |
| 5        | 7        | Bruce McLaren   | Cooper-Climax  | 98         | + 2 kör             | 7        | 2    |
| 6        | 14       | Jo Siffert      | Brabham-BRM    | 98         | + 2 kör             | 10       | 1    |
| 7        | 12       | Jo Bonnier      | Brabham-Climax | 97         | + 3 kör             | 13       |      |
| 8        | 2        | Denny Hulme     | Brabham-Climax | 92         | + 8 kör             | 8        |      |
| 9        | 9        | Bob Anderson    | Brabham-Climax | 85         | + 15 kör            | 9        |      |
| 10       | 10       | Paul Hawkins    | Lotus-Climax   | 79         | Baleset             | 14       |      |
| Ki       | 1        | Jack Brabham    | Brabham-Climax | 43         | Motorhiba           | 2        |      |
| Ki       | 15       | Richard Attwood | Lotus-BRM      | 43         | Kerékhiba           | 6        |      |
| Ki       | 19       | Ronnie Bucknum  | Honda          | 33         | Váltóhiba           | 15       |      |
| Ki       | 11       | Frank Gardner   | Brabham-BRM    | 29         | Motorhiba           | 11       |      |
| Ki       | 16       | Mike Hailwood   | Lotus-BRM      | 12         | Váltóhiba           | 12       |      |
| Ki       | 20       | Richie Ginther  | Honda          | 0          | Féltengely          | 17       |      |
| NK       | 8        | Jochen Rindt    | Cooper-Climax  |            | Nem kvalifikált     |          |      |

## Statisztikák
A versenyen vezettek:
- - Graham Hill 60 kör (1-24/65-100)
  - Jackie Stewart 5 kör (25-29)
  - Lorenzo Bandini 26 kör (30-33/43-64)
  - Jack Brabham 9 kör (34-42)

Graham Hill 9. győzelme, 5. pol pozíció , 6. leggyorsabb köre, első mesterhármasa (pp, lk, gy) 
- BRM 10. győzelme.
- Denny Hulme első nagydíja.